# Ernesto Jannini
Ernesto Jannini (Napoli, 1950) è un artista e scenografo italiano.

## Biografia
Ernesto Jannini si forma all'Accademia delle Belle Arti di Napoli, dove studia pittura.
Nel 1975 partecipa alla Quadriennale di Roma come membro fondatore del gruppo Humor Power Ambulante e, successivamente, alla Biennale di Venezia del 1976, sotto invito del critico d'arte Enrico Crispolti. Nei primi anni ottanta si trasferisce a Como, dove realizza i suoi Scudi, sculture totemiche di evocazione mistica, attualmente presenti nella collezione del MAGA, Museo d'Arte Moderna di Gallarate.
Nel 1990 presenta Aperto '90 alla Biennale di Venezia, un'installazione sul tema del filosofo Descartes. Da allora Ernesto Jannini sviluppa il suo stile personale nell'ambito delle Audaci Installazioni, realizzate con elementi di tecnologia avanzata come microcircuiti, microprocessori o chips elettronici, calibrati in rapporto ad elementi di pittura a olio, fotocolor e luci.
Collabora con le riviste d'arte Juliet Art Magazine, Exibart, Sdefinizioni e Hidalgo come teorico e recensore sulle problematiche correnti della filosofia dell'arte e dell'estetica. Inoltre, dal 2006 collabora con il Teatro Arsenale di Milano e dal 2009 con il Teatro Pacta di Milano come scenografo.

## Riconoscimenti
- Premio Lissone 2000 con Well! Now help me to get out of the wood

## Collezioni pubbliche
- MAGA, Museo d'Arte Moderna di Gallarate, Varese.
- Museo d'Arte Contemporanea di Lissone, Monza.
- Raccolta permanente LAB di Nova Milanese, associazione Bice Bugatti Club.
- Collezione ITIS Trieste.
- Museo Epicentro di Barcellona P.G.
- Collezione Comune di San Donà di Piave.
- Casa delle Culture di Cosenza.

## Opere
- Esperienze di un ambulante, 1981, Laveglia, Salerno
- Silos Silenzio, 1991, Studio Noacco - Chieri
- Catalogo antologica al Maga di Gallarate con scritti di E. Di Mauro, R. Barilli, M. Sciaccaluga, 2004, A. Parise, Verona
- Equilibri di, 2007, Matteo di Dosson, ISBN 8888726314
- Dionysus'Place. Tra arte e teatro dagli anni Settanta agli anni Duemila, 2021, Postmedia Books, ISBN 8874903065